# Sindaci di Lodi
Di seguito l'elenco cronologico dei sindaci di Lodi e delle altre figure apicali equivalenti che si sono succedute nel corso della storia.

## Regno di Sardegna (1859-1861)
| Periodo | Periodo | Primo cittadino | Partito | Carica                | Note |
| ------- | ------- | --------------- | ------- | --------------------- | ---- |
| 1859    | 1861    | Paolo Trovati   | ?       | podestà e poi sindaco |      |

## Regno d'Italia (1861-1946)
| Sindaci nominati dal governo (1861-1889)                           | Sindaci nominati dal governo (1861-1889) | Sindaci nominati dal governo (1861-1889)                       | Sindaci nominati dal governo (1861-1889) | Sindaci nominati dal governo (1861-1889) |
| Nominativo                                                         | Partito                                  | Partito                                                        | Mandato                                  | Mandato                                  |
| Nominativo                                                         | Partito                                  | Partito                                                        | Inizio                                   | Fine                                     |
| ------------------------------------------------------------------ | ---------------------------------------- | -------------------------------------------------------------- | ---------------------------------------- | ---------------------------------------- |
| Giovanni Maria Zanoncelli                                          |                                          | Partito d'Azione                                               | 1861                                     | 1866                                     |
| Pietro Beonio (Assessore anziano)                                  | ?                                        | ?                                                              | 1867                                     | 1867                                     |
| Pietro Beonio                                                      | ?                                        | ?                                                              | 1867                                     | 1869                                     |
| Antonio Dossena                                                    | ?                                        | ?                                                              | 1869                                     | 1872                                     |
| Francesco Cagnola                                                  |                                          | Sinistra storica                                               | 1872                                     | 1878                                     |
| Francesco Picolli (Assessore anziano)                              | ?                                        | ?                                                              | 1878                                     | 1878                                     |
| Carlo Adamoli (Commissario prefettizio)                            | –                                        | –                                                              | 1878                                     | 1879                                     |
| Pietro Beonio (Consigliere anziano)                                | ?                                        | ?                                                              | 1879                                     | 1879                                     |
| Pietro Beonio                                                      | ?                                        | ?                                                              | 1879                                     | 1881                                     |
| Giovanni Maria Zanoncelli                                          |                                          | Estrema sinistra storica                                       | 1881                                     | 1882                                     |
| Antonio Bosoni (Assessore anziano)                                 | ?                                        | ?                                                              | 1882                                     | 1884                                     |
| Luigi Podestà (Commissario prefettizio)                            | –                                        | –                                                              | 1884                                     | 1884                                     |
| Egisto Riboni                                                      | ?                                        | ?                                                              | 1884                                     | 1889                                     |
| Sindaci eletti dal Consiglio comunale (1889-1926)                  |                                          |                                                                |                                          |                                          |
| Nominativo                                                         | Partito                                  | Partito                                                        | Mandato                                  | Mandato                                  |
| Nominativo                                                         | Partito                                  | Partito                                                        | Inizio                                   | Fine                                     |
| Egisto Riboni                                                      | ?                                        | ?                                                              | 1889                                     | 1893                                     |
| Giovanni Moretti (Commissario prefettizio)                         | –                                        | –                                                              | 1893                                     | 31 dicembre 1893                         |
| Giuseppe Fè                                                        |                                          | Estrema sinistra storica                                       | 31 dicembre 1893                         | 17 novembre 1898                         |
| Luigi Guicciardi (Commissario prefettizio)                         | –                                        | –                                                              | 17 novembre 1898                         | 3 marzo 1899                             |
| Marco Antonio Anelli                                               |                                          | Estrema sinistra storica                                       | 3 marzo 1899                             | 26 marzo 1899                            |
| Egisto Riboni                                                      | ?                                        | ?                                                              | 26 marzo 1899                            | 1899                                     |
| Antonio Lombardo (Assessore anziano)                               | ?                                        | ?                                                              | 1899                                     | 1899                                     |
| Paolo Bonomi                                                       |                                          | Indipendente di centro                                         | 1899                                     | 1899                                     |
| Giuseppe Putzolù (Commissario prefettizio)                         | –                                        | –                                                              | 1899                                     | 25 novembre 1899                         |
| Emilio Caccialanza                                                 |                                          | Partito Liberale Costituzionale                                | 25 novembre 1899                         | 1903                                     |
| Emilio Caccialanza                                                 | 1903                                     | Partito Liberale Costituzionale                                | 11 aprile 1907                           |                                          |
| Gian Franco Scotti (Commissario prefettizio)                       | –                                        | –                                                              | 11 aprile 1907                           | 22 giugno 1907                           |
| Angelo Terzaghi                                                    | ?                                        | ?                                                              | 22 giugno 1907                           | 10 maggio 1908                           |
| Giuseppe Ayroldi (Commissario prefettizio)                         | –                                        | –                                                              | 10 maggio 1908                           | 8 novembre 1908                          |
| Giuseppe Bellinzona                                                |                                          | Unione dei partiti popolari                                    | 8 novembre 1908                          | 18 agosto 1912                           |
| Carlo Beltrame (Commissario prefettizio)                           | –                                        | –                                                              | 18 agosto 1912                           | 1º dicembre 1912                         |
| Antonio Ghisi                                                      |                                          | Unione Liberale                                                | 1º dicembre 1912                         | 12 luglio 1914                           |
| Riccardo Oliva                                                     |                                          | Unione elettorale cattolica italiana Partito Popolare Italiano | 12 luglio 1914                           | 1918                                     |
| Riccardo Oliva                                                     | 1918                                     | Unione elettorale cattolica italiana Partito Popolare Italiano | 1º agosto 1919                           |                                          |
| Carlo Besana (Assessore anziano)                                   | ?                                        | ?                                                              | 1º agosto 1919                           | 1920                                     |
| Paolo Emilio Vacha Strambio (Commissario prefettizio)              | –                                        | –                                                              | 1920                                     | 13 novembre 1920                         |
| Ettore Archinti                                                    |                                          | Partito Socialista Italiano                                    | 13 novembre 1920                         | 10 giugno 1922                           |
| Mario Facheris (Commissario prefettizio)                           | –                                        | –                                                              | 10 giugno 1922                           | 3 dicembre 1922                          |
| Luigi Fiorini                                                      |                                          | Blocco Nazionale                                               | 3 dicembre 1922                          | 3 agosto 1926                            |
| Podestà nominati dal governo (1926-1945)                           |                                          |                                                                |                                          |                                          |
| Nominativo                                                         | Partito                                  | Partito                                                        | Mandato                                  | Mandato                                  |
| Nominativo                                                         | Partito                                  | Partito                                                        | Inizio                                   | Fine                                     |
| Luigi Fiorini (Commissario prefettizio)                            |                                          | Partito Nazionale Fascista                                     | 3 agosto 1926                            | 24 marzo 1927                            |
| Luigi Fiorini                                                      | 24 marzo 1927                            | Partito Nazionale Fascista                                     | 1º maggio 1932                           |                                          |
| Luigi Cesaris                                                      |                                          | Partito Nazionale Fascista                                     | 1º maggio 1932                           | 11 giugno 1940                           |
| Arnaldo Gay (Commissario prefettizio)                              |                                          | Partito Nazionale Fascista                                     | 11 giugno 1940                           | 1º agosto 1940                           |
| Arnaldo Gay                                                        | 1º agosto 1940                           | Partito Nazionale Fascista                                     | 17 ottobre 1943                          |                                          |
| Eligio Sequi                                                       |                                          | Partito Fascista Repubblicano                                  | 1943                                     | 1945                                     |
| Sindaci nominati dal Comitato di Liberazione Nazionale (1945-1946) |                                          |                                                                |                                          |                                          |
| Nominativo                                                         | Partito                                  | Partito                                                        | Mandato                                  | Mandato                                  |
| Nominativo                                                         | Partito                                  | Partito                                                        | Inizio                                   | Fine                                     |
| Giuseppe Ghisalberti (Commissario prefettizio)                     |                                          | Democrazia Cristiana                                           | 1945                                     | 1945                                     |
| Mario Agnelli                                                      |                                          | Indipendente di sinistra                                       | 26 aprile 1945                           | 9 luglio 1945                            |
| Celestino Trabattoni                                               |                                          | Partito Comunista Italiano                                     | 30 luglio 1945                           | 24 marzo 1946                            |

## Repubblica Italiana (dal 1946)
| Sindaci eletti dal Consiglio comunale (1946-1993)    | Sindaci eletti dal Consiglio comunale (1946-1993) | Sindaci eletti dal Consiglio comunale (1946-1993) | Sindaci eletti dal Consiglio comunale (1946-1993) | Sindaci eletti dal Consiglio comunale (1946-1993) | Sindaci eletti dal Consiglio comunale (1946-1993) | Sindaci eletti dal Consiglio comunale (1946-1993) | Sindaci eletti dal Consiglio comunale (1946-1993) | Sindaci eletti dal Consiglio comunale (1946-1993) |
| Nominativo                                           | Nominativo                                        | Partito                                           | Partito                                           | Giunta                                            | Giunta                                            | Mandato                                           | Mandato                                           | Elezione                                          |
| Nominativo                                           | Nominativo                                        | Partito                                           | Partito                                           | Giunta                                            | Giunta                                            | Inizio                                            | Fine                                              | Elezione                                          |
| ---------------------------------------------------- | ------------------------------------------------- | ------------------------------------------------- | ------------------------------------------------- | ------------------------------------------------- | ------------------------------------------------- | ------------------------------------------------- | ------------------------------------------------- | ------------------------------------------------- |
|                                                      | Defendente Vaccari                                |                                                   | Democrazia Cristiana                              |                                                   | DC-PSI-PCI                                        | 2 aprile 1946                                     | 16 giugno 1951                                    | Elezione 1946                                     |
|                                                      | Apollonio Oliva                                   |                                                   | Democrazia Cristiana                              |                                                   | DC-PSLI-PRI                                       | 16 giugno 1951                                    | 11 novembre 1952                                  | Elezione 1951                                     |
|                                                      | Natale Riatti                                     |                                                   | Democrazia Cristiana                              |                                                   | DC-PSDI-PRI                                       | 11 novembre 1952                                  | 26 giugno 1956                                    | Elezione 1951                                     |
|                                                      | Defendente Vaccari                                |                                                   | Democrazia Cristiana                              |                                                   | DC-PLI                                            | 26 giugno 1956                                    | 14 dicembre 1960                                  | Elezione 1956                                     |
|                                                      | Antonio Allegri                                   |                                                   | Democrazia Cristiana                              |                                                   | DC-PSI-PSDI                                       | 14 dicembre 1960                                  | 13 luglio 1962                                    | Elezione 1960                                     |
|                                                      | Antonio Montani                                   |                                                   | Democrazia Cristiana                              |                                                   | DC-PSI-PSDI                                       | 13 luglio 1962                                    | 12 gennaio 1965                                   | Elezione 1960                                     |
|                                                      | Natale Riatti                                     |                                                   | Democrazia Cristiana                              |                                                   | DC-PSI-PSDI                                       | 12 gennaio 1965                                   | 20 giugno 1968                                    | Elezione 1964                                     |
|                                                      | Antonio Allegri                                   |                                                   | Democrazia Cristiana                              |                                                   | DC-PSI                                            | 20 giugno 1968                                    | 17 luglio 1970                                    | Elezione 1964                                     |
|                                                      | Valerio Manfrini                                  |                                                   | Democrazia Cristiana                              |                                                   | DC-PSI-PSU                                        | 17 luglio 1970                                    | 6 settembre 1975                                  | Elezione 1970                                     |
|                                                      | Gianfranco Meani                                  |                                                   | Partito Repubblicano Italiano                     |                                                   | PCI-PSI-PRI                                       | 6 settembre 1975                                  | 18 settembre 1975                                 | Elezione 1975                                     |
|                                                      | Edgardo Alboni                                    |                                                   | Partito Comunista Italiano                        |                                                   | PCI-PSI-PRI                                       | 18 settembre 1975                                 | 17 settembre 1980                                 | Elezione 1975                                     |
|                                                      | Andrea Cancellato                                 |                                                   | Partito Socialista Italiano                       |                                                   | DC-PSI-PSDI-PRI-PLI                               | 17 settembre 1980                                 | 18 settembre 1985                                 | Elezione 1980                                     |
|                                                      | Andrea Cancellato                                 | DC-PSI-PSDI-PRI-PLI                               | Partito Socialista Italiano                       | 18 settembre 1985                                 | 10 luglio 1990                                    | Elezione 1985                                     |                                                   |                                                   |
|                                                      | Antonio Montani                                   |                                                   | Democrazia Cristiana                              |                                                   | DC-PSI-PSDI-PRI                                   | 10 luglio 1990                                    | 8 ottobre 1992                                    | Elezione 1990                                     |
|                                                      | Marco Magrini                                     |                                                   | Democrazia Cristiana                              |                                                   | DC-PSI-PRI-Ind.                                   | 8 ottobre 1992                                    | 13 settembre 1993                                 | Elezione 1990                                     |
|                                                      | Enrico De Bonfils (Commissario prefettizio)       | –                                                 | –                                                 | –                                                 | –                                                 | 13 settembre 1993                                 | 6 dicembre 1993                                   | –                                                 |
| Sindaci eletti direttamente dai cittadini (dal 1993) |                                                   |                                                   |                                                   |                                                   |                                                   |                                                   |                                                   |                                                   |
| Nominativo                                           | Nominativo                                        | Partito                                           | Partito                                           | Coalizione                                        | Coalizione                                        | Mandato                                           | Mandato                                           | Elezione                                          |
| Nominativo                                           | Nominativo                                        | Partito                                           | Partito                                           | Coalizione                                        | Coalizione                                        | Inizio                                            | Fine                                              | Elezione                                          |
|                                                      | Alberto Segalini                                  |                                                   | Lega Nord                                         |                                                   | LN                                                | 6 dicembre 1993                                   | 16 novembre 1995                                  | Elezione 1993                                     |
|                                                      | Landolfo Lussardi (Vicesindaco facente funzioni)  | 16 novembre 1995                                  | Lega Nord                                         | 22 dicembre 1995                                  | LN                                                |                                                   |                                                   | Elezione 1993                                     |
|                                                      | Maria Lanteri (Commissario prefettizio)           | –                                                 | –                                                 | –                                                 | –                                                 | 22 dicembre 1995                                  | 11 luglio 1996                                    | –                                                 |
|                                                      | Aurelio Ferrari                                   |                                                   | Partito Popolare Italiano                         |                                                   | PPI-PDS-RI-SI                                     | 11 luglio 1996                                    | 17 maggio 2000                                    | Elezione 1996                                     |
|                                                      | Aurelio Ferrari                                   | DS-PPI/DL-PRC-PdCI-L. civiche                     | Partito Popolare Italiano                         | 17 maggio 2000                                    | 7 aprile 2005                                     | Elezione 2000                                     |                                                   |                                                   |
|                                                      | Aurelio Ferrari                                   | DS-PPI/DL-PRC-PdCI-L. civiche                     | Democrazia è Libertà - La Margherita              | 17 maggio 2000                                    | 7 aprile 2005                                     | Elezione 2000                                     |                                                   |                                                   |
|                                                      | Lorenzo Guerini                                   |                                                   | Democrazia è Libertà - La Margherita              |                                                   | DS-DL-PRC-SDI-PdCI-FdV-IdV-L. civiche             | 7 aprile 2005                                     | 31 marzo 2010                                     | Elezione 2005                                     |
|                                                      | Lorenzo Guerini                                   | Partito Democratico                               |                                                   | PD-IdV-FdS-Pensionati-L. civiche                  | 31 marzo 2010                                     | 31 dicembre 2012                                  | Elezione 2010                                     |                                                   |
|                                                      | Giuliana Cominetti (Vicesindaca facente funzioni) |                                                   | Indipendente                                      | PD-IdV-FdS-Pensionati-L. civiche                  | 31 dicembre 2012                                  | 21 gennaio 2013                                   | Elezione 2010                                     |                                                   |
|                                                      | Vittorio Zappalorto (Commissario prefettizio)     | –                                                 | –                                                 | –                                                 | –                                                 | 21 gennaio 2013                                   | 11 giugno 2013                                    | –                                                 |
|                                                      | Simone Uggetti                                    |                                                   | Partito Democratico                               |                                                   | PD-PRC-SEL-PdCI-L. civiche                        | 11 giugno 2013                                    | 3 maggio 2016                                     | Elezione 2013                                     |
|                                                      | Simonetta Pozzoli (Vicesindaca facente funzioni)  |                                                   | Partito Democratico                               | 3 maggio 2016                                     | PD-PRC-SEL-PdCI-L. civiche                        | 8 giugno 2016                                     |                                                   | Elezione 2013                                     |
|                                                      | Simone Uggetti                                    |                                                   | Partito Democratico                               | 8 giugno 2016                                     | PD-PRC-SEL-PdCI-L. civiche                        | 1º agosto 2016                                    |                                                   | Elezione 2013                                     |
|                                                      | Simonetta Pozzoli (Vicesindaca facente funzioni)  |                                                   | Partito Democratico                               | 1º agosto 2016                                    | PD-PRC-SEL-PdCI-L. civiche                        | 22 agosto 2016                                    |                                                   | Elezione 2013                                     |
|                                                      | Mariano Savastano (Commissario prefettizio)       | –                                                 | –                                                 | –                                                 | –                                                 | 22 agosto 2016                                    | 27 giugno 2017                                    | –                                                 |
|                                                      | Sara Casanova                                     |                                                   | Lega Nord                                         |                                                   | LN-FI-FdI-L. civiche                              | 27 giugno 2017                                    | 15 giugno 2022                                    | Elezione 2017                                     |
|                                                      | Andrea Furegato                                   |                                                   | Partito Democratico                               |                                                   | PD-EV-SI-L. civiche                               | 15 giugno 2022                                    | in carica                                         | Elezione 2022                                     |